# Parantica sita
Parantica sita är en fjärilsart som beskrevs av Vincenz Kollar 1844. Parantica sita ingår i släktet Parantica och familjen praktfjärilar. Inga underarter finns listade i Catalogue of Life.

## Bildgalleri

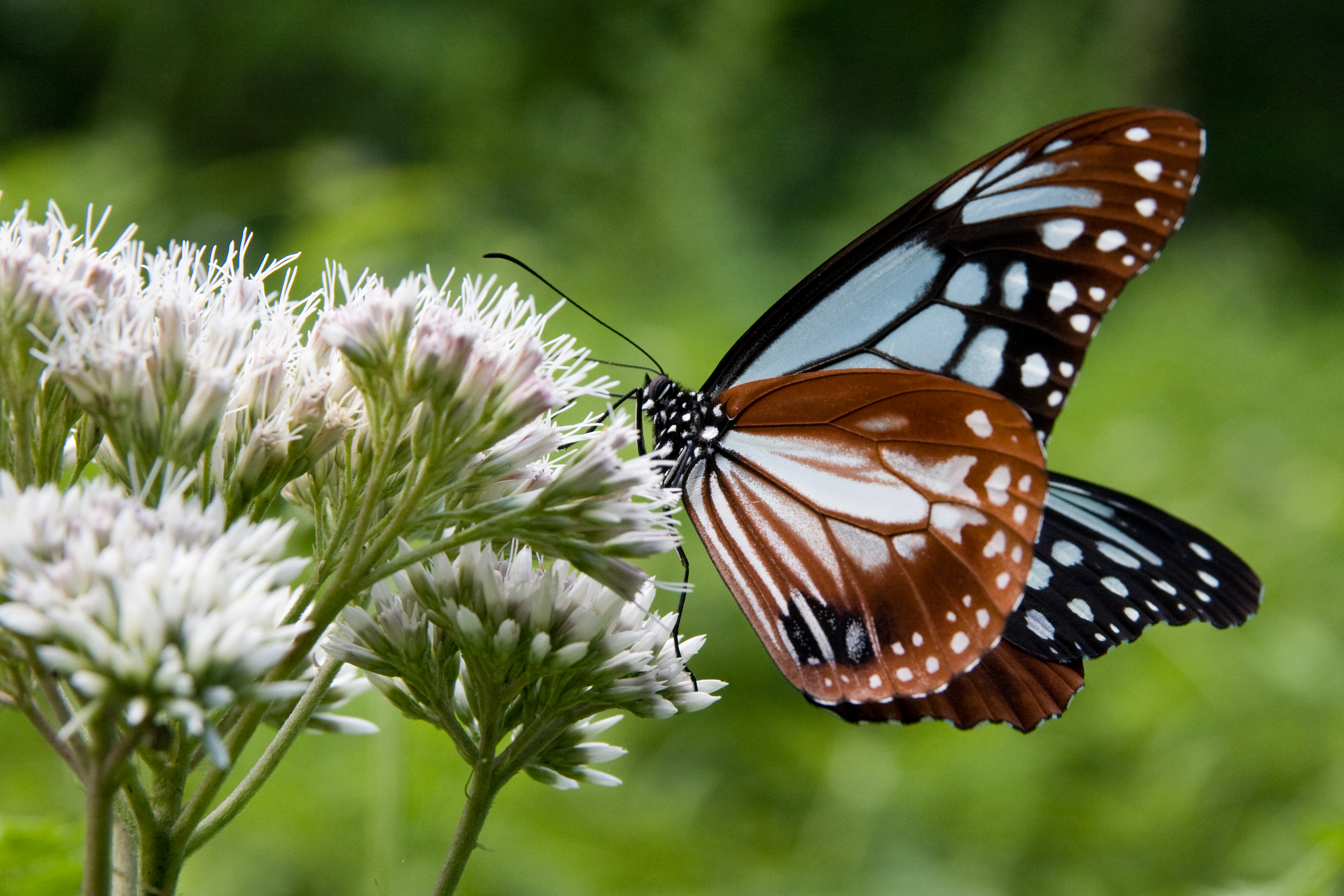